# Goosiomyces digitatus
Goosiomyces digitatus är en svampart som beskrevs av N.K. Rao & Manohar. 1989. Goosiomyces digitatus ingår i släktet Goosiomyces, divisionen sporsäcksvampar och riket svampar.   Inga underarter finns listade i Catalogue of Life.